# エピグラム
エピグラム（epigram）は、結末にひねりを利かせるか、簡潔でウィットのある主張を伴う短い詩。語源はギリシャ語の ἐπίγραμμα（epigramma、碑銘・碑文の意）で、文学的修辞技法として長い歴史を持つ。警句、寸鉄詩。

## 古代ギリシア
古代ギリシアのエピグラムは、神聖な場所に奉納する運動選手の像などの捧げもの、および墓碑に刻む詩として始まった。有名なものでは、シモーニデースがマラトンの戦いとテルモピュライの戦いの英雄たちのために作った、「旅人よ、スパルタ人に告げよ。我等はここに横たわり、汝らの言葉/命令/法に従うと」というエピグラムである。しかし、今日のエピグラムが短いのに対して、古代ギリシアのものは必ずしもそうでなく、またエピグラムとエレジーの区別も、ともにエレゲイオンという詩形を用いるなど、不明瞭だった。
現存する古代ギリシアのエピグラムの大半は『ギリシア詞華集』に収録されている。

## 古代ローマ
古代ローマのエピグラムは、多くをギリシアのものに負ってはいるものの、より風刺的で、効果を狙って猥褻な言葉が使われることも多かった。ラテン語のエピグラムは銘または落書きとして作られたのかも知れない。ポンペイから見つかったものは複数のヴァージョンがあり、そう教養のない人が作ったのだろうか、韻律が不正確である。しかし、こうした詩が相当人気があったことが次の落書きから窺える。
- Admiror, O paries, te non cecidisse ruinis
- qui tot scriptorum taedia sustineas.
- 大意「驚いた。壁よ、おまえはよくぞ壊れなかった/こんなに多くの詩人たちのうっとうしい詩に持ちこたえて」。

しかし、文学界においては、エピグラムはもっぱらパトロンへの贈り物または発表を目的とした娯楽の詩だった。多くのローマの作家たちがエピグラムを書いたようで、ドミティウス・マルスス（en:Domitius Marsus）はその刺すような機智から毒草の名前がつけられた詩集『Cicuta』（ドクゼリ、（en:Cicuta））を発表した（ただし現在は消失）。他にも、叙事詩『ファルサリア』（en:Pharsalia）が有名なルカヌスやCornificia（en:Cornificia）らがエピグラムを書いた。現存するものの中には、カトゥルスの書いた悪口雑言のエピグラムと愛のエピグラムもある。
- Odi et amo. Quare id faciam fortasse requiris.
- Nescio, sed fieri sentio, et excrucior.
- -- カトゥルスの詩85。愛のエピグラムの1つ。「私は憎み、かつ愛す。たぶん君は私がなぜそんなことをしているのかと問うだろう。/私にはわからない。しかし、そうなっているのを感じ、苦しむのだ。」。

とはいえ、ラテン語のエピグラムの巨匠といえば、マルクス・ウァレリウス・マルティアリスだろう。マルティアリスは最終行にジョークを置く風刺詩はは現代の、ジャンルとしてのエピグラムの概念にかなり近いものである。
- Cosconi, qui longa putas epigrammata nostra,
- utilis unguendis axibus esse potes.
- hac tu credideris longum ratione colosson
- et puerum Bruti dixeris esse breuem.
- Disce quod ignoras: Marsi doctique Pedonis
- saepe duplex unum pagina tractat opus.
- Non sunt longa quibus nihil est quod demere possis,
- sed tu, Cosconi, disticha longa facis.
- -- マルティアリス、2.77。大意「コスコニウスよ、君は私のエピグラムが長いと言う。君は車軸に油を差すのに役立つかも知れないな！　きっと君は（ロードスの？）コロッソスは高すぎで、ブルータスの少年像は低すぎと言うんだろう。君は自分の知らないことを学ぶんだ。（ドミティウス・）マルサスやPedoは見開きのページを使っていた。もし君がそこから何も得られないというのなら、それらは決して長くはない。だが、コスコニウスよ、君の書く対句は長すぎだ」。

## フランス
エピグラムはフランスで人気になった。エピグラム詩人として真っ先に名前があがる詩人はクレマン・マロである。

## イギリス
イングランドでは、ジョン・オーウェン（en:John Owen (epigrammatist)）が1606年からエピグラムを出版しはじめた。それはたちまちヨーロッパ中で人気となり、オーウェンは「イングランドのマルティアリス」（厳密にはオーウェンはウェールズ人だが）の異名を得た。

## エピグラムの例
- What is an Epigram? A dwarfish whole;
- Its body brevity, and wit its soul.
- -- サミュエル・テイラー・コールリッジ。大意「エピグラムとは？ 小さな全体。/その身は簡潔にして魂は機智」。

- Little strokes
- Fell great oaks.
- -- ベンジャミン・フランクリン。大意「小さな一振りの積み重ねが/大きなオークの木を倒す」。

- Here lies my wife:  here let her lie!
- Now she's at rest — and so am I.
- -- ジョン・ドライデン。大意「妻が横になっている。妻が横になっている!/今、妻が休んでいる——そう私も」。

- I am His Highness' dog at Kew;
- Pray tell me, sir, whose dog are you?
- -- アレキサンダー・ポープ。大意「私はキューで殿下の犬。/お教えください、あなたはどなたの犬ですか?」

詩ではないが、簡潔でウィットな主張もエピグラムと考えて差し支えないだろう。たとえば、オスカー・ワイルドが言ったとされる「私はあらゆるものに抵抗できる、ただし誘惑以外」がその例であり、これはエピグラムのパラドックスに向かう傾向を示している。ドロシー・パーカー（en:Dorothy Parker）のウィット溢れる短い気の利いた冗談もエピグラムと言えるかも知れない。

## 音楽
20世紀以降、ドイツ語圏で Epigramme という言葉が作品のタイトルに使われだした。
- ハンス・ガル『無伴奏混声合唱のためのゴットホルト・エフライム・レッシングの抒情詩によるエピグラム』
- クルト・ヘッセンベルク『無伴奏男声合唱のためのゲーテの詩による歌曲とエピグラム』
- ハンス・エーリヒ・アポステル（en:Hans Erich Apostel）『弦楽四重奏のための6つのエピグラム Op.33』
- Fré Focke（en:Fré Focke）『ピアノのためのエピグラム』
- ベルトルト・フンメル（en:Bertold Hummel）『弦楽器のためのエピグラム』『ファゴットのための5つのエピグラム』
- コダーイ・ゾルターン『エピグラム（Epigrammák）』
- Andreas Kunstein（en:Andreas Kunstein）『トイピアノのための10のエピグラム』『管弦楽のための13のエピグラム』
- ブライアン・ファニホウ（en:Brian・Ferneyhough）ピアノのための『レンマ・イコン・エピグラム』
- ペーター・ルツィツカ（ルチツカ、ルジツカ、en:Peter Ruzicka）『弦楽四重奏のための5つのエピグラム、断章』
- エゴン・ヴェレス『ピアノのためのエピグラム』